# Inclination (album de Mari Hamada)
Albums de Mari Hamada
Anti-Heroine
(1993) Persona
(1996)
Compilations par Mari Hamada
Introducing...
(1993) All My Heart
(1994)
Inclination (en capitales : INCLINATION) est un double album compilation de Mari Hamada sorti en 1994, couvrant ses dix premières années de carrière (1983-1993).

## Présentation
C'est la huitième compilation de titres de la chanteuse, après First Period sorti en 1984, Mari's Collection et Now & Then en 1986, Anthology 1987, Heart and Soul en 1988, Sincerely en 1989, et Introducing... en 1993. L'album sort le 24 mars 1994 au Japon sous le label Invitation de Victor Entertainment, le même jour que les ré-éditions de tous les albums originaux de Mari Hamada, afin officiellement de célébrer le 10e anniversaire de ses débuts. Il atteint la 1re place du classement des ventes de l'Oricon, et reste classé onze semaines. Il reste son quatrième album le plus vendu.
Il contient 33 titres sur deux CD, dont les chansons-titres de 12 des 16 singles sortis jusqu'alors par la chanteuse (deux ont cependant été ré-enregistrées pour la compilation ; ne sont exclues que celles des quatre singles sortis en 1986 et 1987). Tous les titres présents étaient déjà parus en album (dans leur version originale). Le premier disque, titré « Tokyo », contient a peu près dans l'ordre chronologique quinze chansons (et deux extraits) parues avant 1989 et enregistrées à Tokyo. Le deuxième disque, titré "L.A.", contient dans le désordre seize chansons enregistrées à Los Angeles, parues de 1989 à 1993 (sauf deux, antérieures), dont quatre ré-enregistrées pour l'occasion (Company, Cry For The Moon, Tomorrow, et Over The Rainbow).
Les photos de couvertures du livret intérieur de l'album servent également de couverture à la compilation All My Heart qui sort cinq mois plus tard hors du Japon. Une deuxième compilation similaire couvrant les dix années de carrière suivantes, Inclination II, sort neuf ans plus tard en 2003 ; entre-temps sort en 1998 une autre double compilation, Cats and Dogs, qui reprend la moitié des titres présents. Une troisième compilation similaire couvrant la période 2003-2012, Inclination III, sort dix-neuf ans plus tard en 2013.

## Liste des titres
| 1.  | ~Love Maker~ (extrait ; instrumental)           | de l'album Lunatic Doll (1983)                 |  |
| 2.  | Don't Change Your Mind                          | de l'album Romantic Night (1983)               |  |
| 3.  | Tokio Makin' Love                               | de l'album Lunatic Doll (1983)                 |  |
| 4.  | All Night Party (ALL NIGHT PARTY)               | de l'album Lunatic Doll (1983)                 |  |
| 5.  | Runaway From Yesterday (RUNAWAY FROM YESTERDAY) | de l'album Lunatic Doll (1983)                 |  |
| 6.  | Heart Line                                      | de l'album Misty Lady (1984)                   |  |
| 7.  | Misty Lady                                      | de l'album Misty Lady (1984)                   |  |
| 8.  | Paradise                                        | de l'album Misty Lady (1984)                   |  |
| 9.  | Last Scene (LAST SCENE)                         | de l'album Rainbow Dream (1985)                |  |
| 10. | Hard Dancin'                                    | de l'album Blue Revolution (1985)              |  |
| 11. | Another Way                                     | de l'album Blue Revolution (1985)              |  |
| 12. | Memory In Vain (MEMORY IN VAIN)                 | de l'album Promise in the History (1986)       |  |
| 13. | Forever                                         | 6e single ; de l'album Heart and Soul (1988)   |  |
| 14. | Blue Revolution                                 | 1er single ; de l'album Blue Revolution (1985) |  |
| 15. | My Tears                                        | face B du 8e single ; de Heart and Soul (1988) |  |
| 16. | Heart and Soul                                  | 8e single ; de l'album Heart and Soul (1988)   |  |
| 17. | ~Hearty My Song~ (extrait)                      | de l'album Rainbow Dream (1985)                |  |

| 1.  | Company (nouvelle version)                                        | titre original : 16e single, de Anti-Heroine (1993) |  |
| 2.  | Cry For The Moon (nouvelle version)                               | titre original : 15e single, de Anti-Heroine (1993) |  |
| 3.  | Promise in the History (PROMISE IN THE HISTORY) (version de 1989) | deuxième version, de l'album Sincerely (1989)       |  |
| 4.  | Tele-Control                                                      | 14e single ; de l'album Tomorrow (1991)             |  |
| 5.  | Voice Of Minds                                                    | de l'album In the Precious Age (1987)               |  |
| 6.  | Call My Luck (écrit CALL MY LUCK dans le livret)                  | 7e single ; de Love Never Turns Against (1988)      |  |
| 7.  | Nostalgia                                                         | 12e single ; de l'album Colors (1990)               |  |
| 8.  | Tomorrow (nouvelle version)                                       | titre original : de l'album Tomorrow (1991)         |  |
| 9.  | Anti-Heroine                                                      | face B du 15e single ; de Anti-Heroine (1993)       |  |
| 10. | Heaven Knows                                                      | 11e single ; de l'album Colors (1990)               |  |
| 11. | Paradox (écrit PARADOX dans le livret)                            | 13e single ; de l'album Tomorrow (1991)             |  |
| 12. | Border                                                            | de l'album Anti-Heroine (1993)                      |  |
| 13. | Precious Summer                                                   | de l'album Tomorrow (1991)                          |  |
| 14. | Open Your Heart (OPEN YOUR HEART)                                 | 10e single ; de l'album Sincerely (1989)            |  |
| 15. | Over The Rainbow (OVER THE RAINBOW) (nouvelle version)            | titre original : de l'album Sincerely (1989)        |  |
| 16. | Return To Myself                                                  | 9e single ; de l'album Return to Myself (1989)      |  |